# Törpeharcsafélék
A törpeharcsafélék (Ictaluridae) a sugarasúszójú csontos halakhoz és  a  harcsaalakúak (Siluriformes) rendjébe tartozó család.

## Rendszerezés
A családba az alábbi 7 nem és 48 faj tartozik:
- Ameiurus  (Rafinesque, 1820) –  7 faj
  - Ameiurus brunneus
  - Ameiurus catus
  - fekete törpeharcsa (Ameiurus melas) vagy (Ictalurus melas)
  - Ameiurus natalis
  - törpeharcsa (Ameiurus nebulosus) vagy (Ictalurus nebulosus)
  - Ameiurus platycephalus
  - Ameiurus serracanthus

- Ictalurus  (Rafinesque, 1820) – 10  faj
  - Ictalurus australis
  - Ictalurus balsanus
  - Ictalurus dugesii
  - kék harcsa (Ictalurus furcatus)
  - Ictalurus lupus
  - Ictalurus meridionalis
  - Ictalurus mexicanus
  - Ictalurus ochoterenai
  - Ictalurus pricei
  - pettyes harcsa (Ictalurus punctatus)

- Noturus  (Rafinesque, 1818) – 26 faj
  - Noturus albater
  - Noturus baileyi
  - Noturus elegans
  - Noturus eleutherus
  - Noturus exilis
  - Noturus flavater
  - Noturus flavipinnis
  - Noturus flavus
  - Noturus funebris
  - Noturus furiosus
  - Noturus gilberti
  - Noturus gladiator
  - Noturus gyrinus
  - Noturus hildebrandi
  - Noturus insignis
  - Noturus lachneri
  - Noturus leptacanthus
  - Noturus miurus
  - Noturus munitus
  - Noturus nocturnus
  - Noturus phaeus
  - Noturus placidus
  - Noturus stanauli
  - Noturus stigmosus
  - Noturus taylori
  - Noturus trautmani

- Prietella  (Carranza, 1954) – 2 faj
  - Prietella lundbergi
  - Prietella phreatophila

- Pylodictis  (Rafinesque, 1819) – 1  faj
  - Pylodictis olivaris

- Satan  (Hubbs & Bailey, 1947) –  1 faj
  - Satan eurystomus

- Trogloglanis  (Eigenmann, 1919) –  1 faj
  - Trogloglanis pattersoni